# فرودگاه مانیتوووادگ
فرودگاه مانیتوووادگ (به انگلیسی: Manitouwadge Airport) یک فرودگاه همگانی با کد یاتا YMG است که یک باند فرود آسفالت دارد و طول باند آن ۱۰۹۷ متر است. این فرودگاه در کشور کانادا قرار دارد و در ارتفاع ۳۶۵ متری از سطح دریا واقع شده‌است.